# Karel Mach
Karel Mach (ur. 1928, zm. 1992), hokeista czeski, trener.
Pochodził z Pardubic. Od 1945 był zawodnikiem klubów czechosłowackich, w barwach AFK Svitkov, ATK Praga i Tesli Pardubice zaliczył 350 spotkań w ekstraklasie i strzelił 65 bramek. Po zakończeniu kariery zawodniczej zajął się pracą trenerską; prowadził początkowo Teslę Pardubice, następnie CHZ Litvinov, Slavię Praga, LS Poprad, TJ Gottvaldov.
W 1980 został trenerem czołowej polskiej drużyny hokejowej Zagłębie Sosnowiec. Przejął zespół po słowackim trenerze Josefie Ivanie i świętował wraz z drużyną cztery tytuły mistrza Polski. Pracę w Sosnowcu zakończył w 1986, rozstając się zarazem z zawodem trenera. Zmarł kilka lat później na zawał serca.
W młodości obok hokeja uprawiał piłkę nożną, wystąpił w kilku meczach reprezentacji Czechosłowacji "B". Był żonaty (rozszedł się z żoną przed 1980).